# 우르시나 라르디
우르시나 라르디(Ursina Lardi, 1970년 12월 19일 ~ )는 스위스의 배우, 모델, 연극 배우, 영화배우이다.

## 영화
- 캐스팅 (2017년)
- 왓츠 비트윈 어스 (2015년) - 앨리스 역
- 승자의 거짓말 (2014년)
- 모스트 원티드 맨 (2014년) - 밋치 역
- 이츠 유어 턴 (2013년)
- 창녀와 크리스마스 (2013년) - 레나 역
- 로어 (2012년) - 무티 역
- 파어어 (2011년) - 앤 네스터 역
- 송스 오브 러브 앤 헤이트 (2010년)
- 더 카메라머더러 (2010년)
- 하얀 리본 (2009년) - 남작부인 역
- 마모레라 (2007년)
- 늦여름 (2001년)